# MG 13
MG 13(독일어: Maschinengewehr 13)은 1926년에 개발되었고, 1930년에 독일 육군은 표준 경기관총으로 정식 채용했다. 25발 탄창 또는 75발 드럼 탄창을 사용했다. MG13은 나중에 더 값싸고 발사속도가 빠른 다른 기관총으로 바뀌게 된다. MG-34와 MG-42이다. 공식상으로는 1934년에 퇴역처리되었고, 대부분은 포르투갈에 팔렸다. 포르투갈은 이 기관총을 ‘Metralhadora Dreyse m/938’라는 이름으로 1940년대 후반까지 사용했다. 독일에서는 전쟁 말기에 무기 부족으로 2선급 부대가 다시 이 기관총을 사용하기도 했으며, 융커스 Ju-87 급강하 폭격기 후방석 기관총으로 사용하기도 했다.